# Microstock
 (mars 2011).
Si vous disposez d'ouvrages ou d'articles de référence ou si vous connaissez des sites web de qualité traitant du thème abordé ici, merci de compléter l'article en donnant les références utiles à sa vérifiabilité et en les liant à la section « Notes et références ».

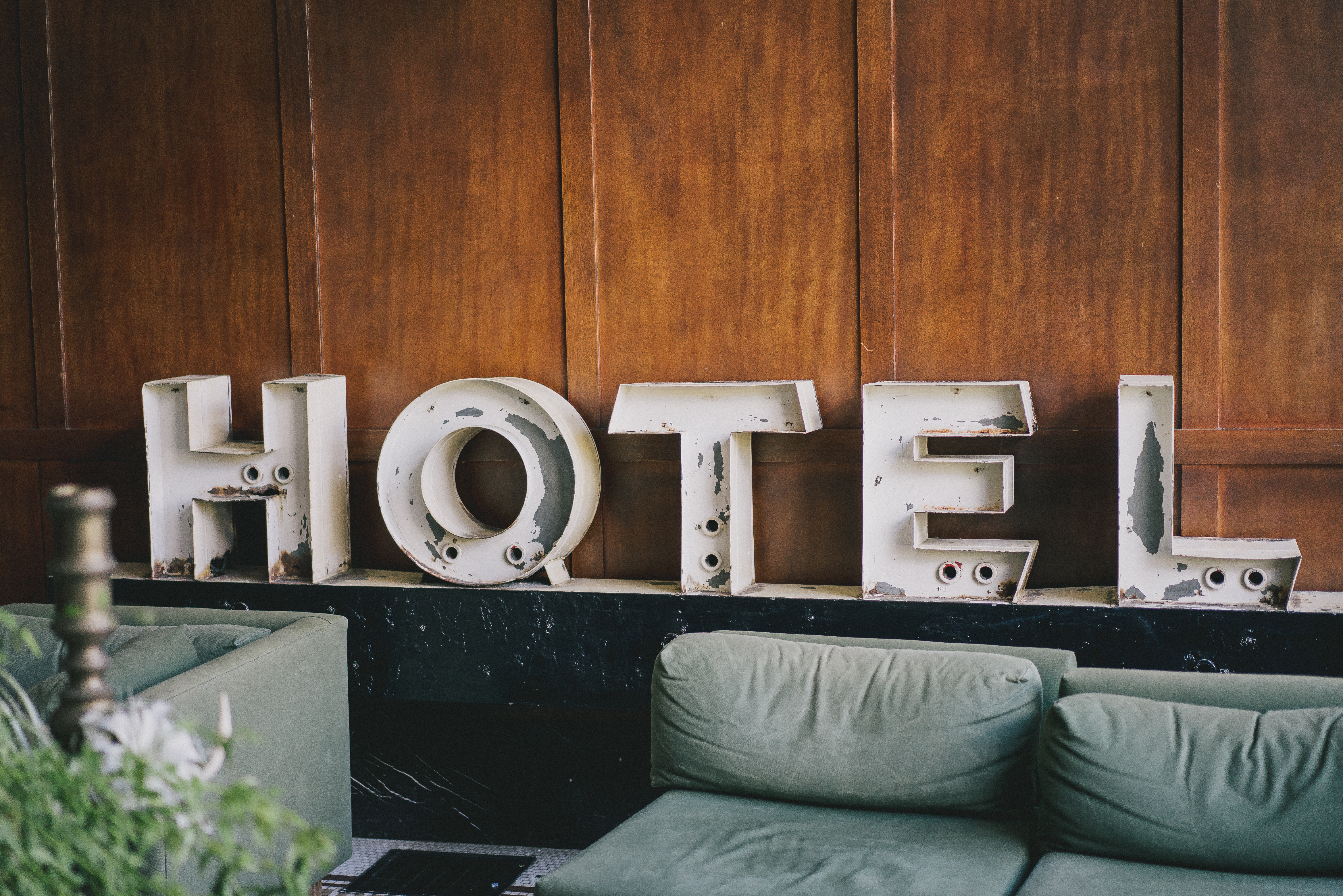
Exemple de microstock

Les microstocks sont des banques d'images différant des banques d'images traditionnelles par le prix de vente des images, généralement très inférieur aux prix pratiqués par les banques d'images traditionnelles.

## Le monde des microstocks
Il s'agit d'une nouvelle façon de vendre ou d'acheter des images, vectorielles ou non, des photographies et des vidéos sur des sites web spécialisés. Ce concept remonte à la fin des années 1990.
Un microstock est une Banque d'images en ligne permettant aux graphistes, aux photographes et aux vidéastes de vendre leurs créations pour un prix nettement inférieur aux banques d'images traditionnelles, car la fourchette de prix de vente se situe entre 1 € et 400 €. Le créateur de l'image touche une commission allant de 20 % à 60 % du prix de vente, suivant les sites et suivant les cas.
À la suite de cette nécessité constante de proposer du contenu de qualité à ses visiteurs/lecteurs, ce besoin de ressources visuelles (images ou vidéos) à moindre coût s'est nettement accru auprès des agences, magazines ces dernières années ... Ceci explique l'essor des Microstocks aujourd'hui.

### Disparités
La résolution de l'image en est la cause la plus importante : une image de 300 000 pixels se vend par exemple 1 €, alors que la même image en 15 méga-pixels peut être vendue 10 €. Toujours pour la même image, il existe un système de licence dit « étendue » qui vendra cette image à 50 €. Cette image rapporte entre 0,20 € et 30 € au créateur.
Sur la plupart des sites de microstock, il existe pour les acheteurs un système d'abonnement. Par exemple si un acheteur prend un abonnement d'un mois à 200 €, il aura le droit de télécharger 25 images par jour, quelle que soit leur taille, ce qui rapportera au vendeur dans ce cas-là 0,25 $ par image.
0,25 $ est un prix peu élevé pour une image, mais le marché des microstocks table sur un volume de ventes important, une même image pouvant se vendre 10, 25, 40, 90, 230 fois, ou plus,. Le marché étant mondial (les acteurs de ce marché ont souvent des sites web multilingues), le potentiel de vente de certaines images est considérable.
Sur la plupart des sites, plus un auteur vend, plus ses commissions augmentent, passant de 25 % pour un débutant à 40 % et plus pour les très gros vendeurs. Beaucoup de sites proposent aussi l'exclusivité : si une de des créations est exclusivement sur un seul site, ses commissions peuvent augmenter jusqu'à 50 %, voire 60 %[réf. nécessaire].
Les tarifs des créations en dessin vectoriel et en vidéos sont un peu supérieurs à ceux des images classiques.
Une vidéo se vend 10 € à 50 €, ou 200 € en licence étendue, et un dessin vectoriel se vend entre 4 € et 80 €, ou 400 € en licence étendue,.
Ce système de vente d'image commence à s'étendre à l'audio, des sons (de petites mélodies courtes sont maintenant être proposées à la vente).